# Johan Holm (skådespelare)
Johan Holm, född 4 februari 1955 i Björköby, Korsholm, Finland, död 24 januari 2024 i Björköby, var en finlandssvensk skådespelare.
Holm var mest känd för den svenska publiken för sin roll som Don Carlos, kapellmästaren i dansbandet Hotshots i Möbelhandlarens dotter. Sin första svenska filmroll gjorde Holm när han gestaltade den tystlåtne Pekka i Svindlande affärer.

## Filmografi
- Svindlande affärer (1985)
- Smugglarkungen (1985)
- Jonny Roova (1985)
- Möbelhandlarens dotter (2006)
- Isabella (2006)